# خرچنگ‌های ماه
خرچنگ‌های ماه (نام علمی: Matutidae) نام یک تیره از فروراسته خرچنگ است.